# 적시타
적시타는 누상에 주자가 존재할 때 타자가 주자의 득점을 이끈 안타를 가르키는 단어이다.

## 설명
적시타는 공격하는 야구단의 입장에선 매우 좋은 결과가 된다. 홈런이 아닌 방법으로 점수를 올릴 수 있는 수단 중에 하나가 되는 것이 적시타이며 끝내기 안타도 적시타에 포함된다. 적시타가 많이 발생되는 상황은 주로 3루나 2루라는 득점권에 주자가 배치되어 있을 때 많이 나온다. 또한 3루타의 경우는 주자가 있는 상황에서는 무조건 적시타로 연결이 된다. 또한 적시타를 치면 타자의 타율과 출루율이 상승하며 타점도 같이 얻게 된다.

## 같이 보기
- 야구
- 안타
- 타점